# Maschinenfabrik Hilden

Maschinenfabrik Hilden

Die Maschinenfabrik Hilden war von 1919 bis 2006 als Metallgewerbe ansässig. Sie produzierten im Wesentlichen Teile für die Hydraulik.

## Metallwerke Hilden

### Schrauben- und Metallwerke Hilden
Begonnen hat die Metallverarbeitung am Standort Hilden Gerresheimer Straße 93 am 11. Februar 1919. Damals stellten die Schrauben- und Metallwerke Hilden den Bauantrag, in Flur 10, Parzelle 1948/24 und 1875/25 auf 600 m² ihre Metallwarenfabrik aufbauen zu dürfen.

## Düsseldorfer Eisenhüttengesellschaft AG
1925 übernahm die Düsseldorfer Eisenhüttengesellschaft AG mit Sitz in Düsseldorf und ab 1913 in Ratingen die Firma Schrauben- und Metallwerke Hilden und das Grundstück. Sie stellten Ventilgehäuse her. Sie verkauften das Unternehmen am 11. Oktober 1950 an Erich Warsitz.

## Eigentümer und Geschäftsführer Erich Warsitz

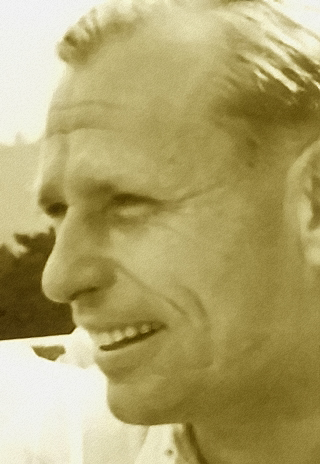
Erich Warsitz (1942)

Erich Warsitz (* 18. Oktober 1906 in Hattingen; † 12. Juli 1983 in Lugano/Schweiz) war der Fliegerpionier, der am 20. Juni 1939 den Jungfernflug des ersten Düsenflugzeugs Heinkel He 178 flog und testete. Während des Zweiten Weltkrieges betrieb er in Berlin eine Metallverarbeitungsfabrik mit 1000 Beschäftigten. Doch die wurde nach dem Krieg geschlossen.

### Maschinenfabrik Hilden, Erich Warsitz
Erich Warsitz startete 1950 in Hilden mit der Maschinenfabrik Hilden, Erich Warsitz einen Neuanfang. Zusätzlich mit weiteren Parzellen war das neu erworbene Gelände 20.000 m² groß. Im Hildener Werk reparierte er anfangs alte Kugellager. Nach schnell einsetzendem Erfolg ließ Warsitz einen 700 m² großen Neubau erbauen. Seine Warsitz-Villa stand in direkter Nachbarschaft zu dem Werk „Auf dem Sand 25“ (ehemals Sandstraße).
Die Maschinenfabrik Hilden, Erich Warsitz (1. Januar 1951 bis 2. Januar 1963) stellte Maschinenelemente für die Hubstapler, Kühlmittelpumpen für stationäre Dieselmotoren, Hochleistungspumpen, Kompressoren, Spaltfilter, Sondermaschinen und Apparate in höchster Präzisionsausführung her. Die Mitarbeiterzahl stieg im Jahr 1957 auf 203 Beschäftigte an.
Am 5. September 1959 besuchte ihn sein Freund Wernher von Braun in der Warsitz-Villa in Hilden Auf dem Sand 25.

### Hydroma Hydraulische Anlagen GmbH Hilden
Die Brake Shoe International S. A. in Genf übernahm, durch Vermittlung von Wernher von Braun, am 8. November 1962 die Maschinenfabrik Hilden. Erich Warsitz blieb Geschäftsführer, Betriebsleiter war Herr Plümacher. Zur Herstellung und zum Vertrieb von Teilen und Geräten für Dieselmotoren und Hydraulik waren 300 Mitarbeiter beschäftigt.

### Universal Hydraulics GmbH
Schon zwei Monate später am 14. Januar 1963 wurde die Firma umbenannt in Universal Hydraulics GmbH. Geschäftsführer blieb Erich Warsitz. Die Eigentümer Brake Shoe International S. A. versprachen Warsitz, dass in der Firma Flugzeugteile gebaut werden sollten. Als das nicht erfolgte, verließ Warsitz die Firma und zog 1965 mit seiner Familie in die Schweiz. Sein Wohnsitz wurde die ehemalige Gemeinde Barbengo, heute ein Ortsteil von Lugano.

## ABEX GmbH, Denison Hydraulik

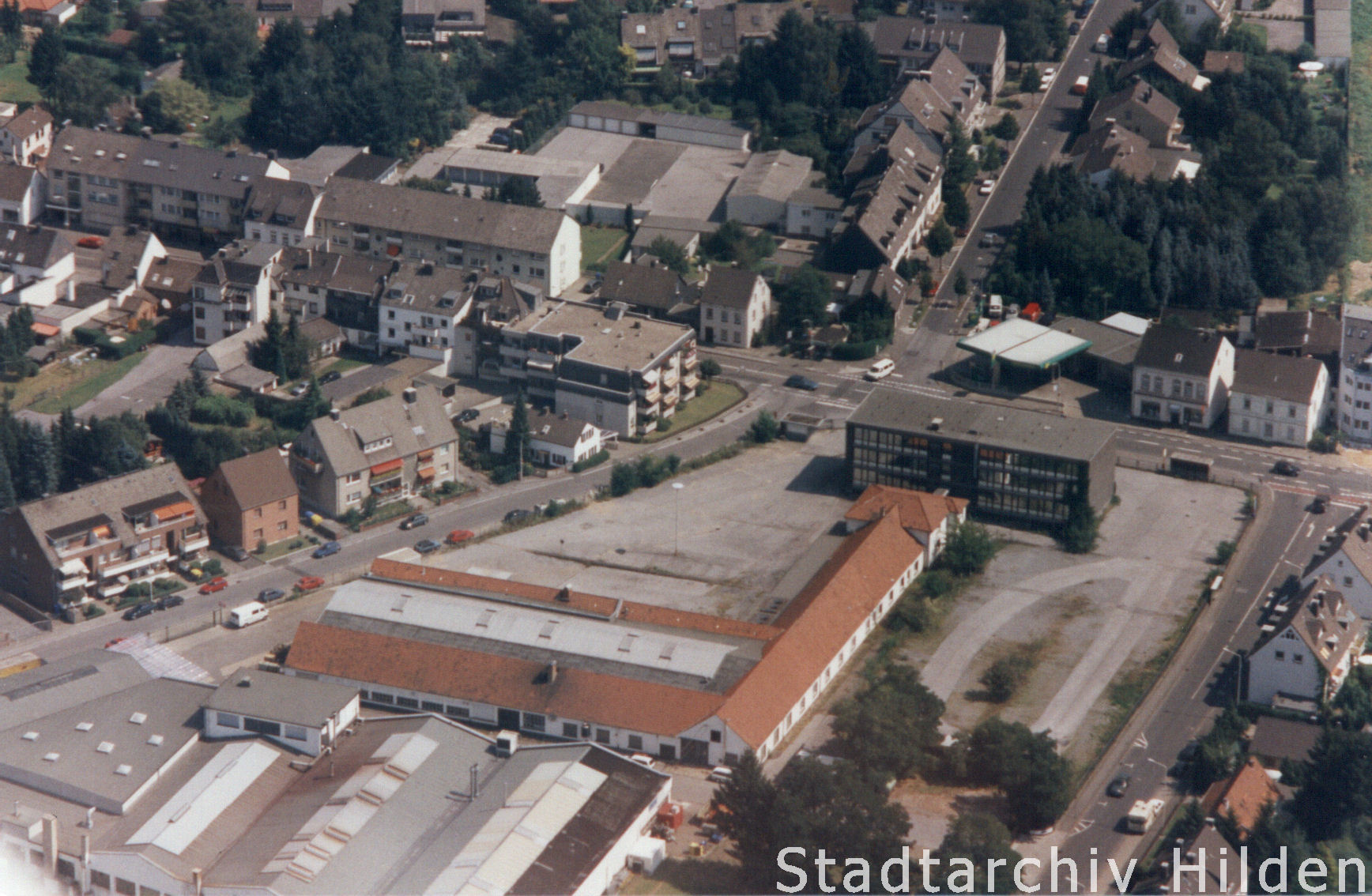
Bereich Gerresheimer Str., Mozartstr., Stockshausstr., Auf dem Sand, Mitte Fa.ABEX GmbH – Denison

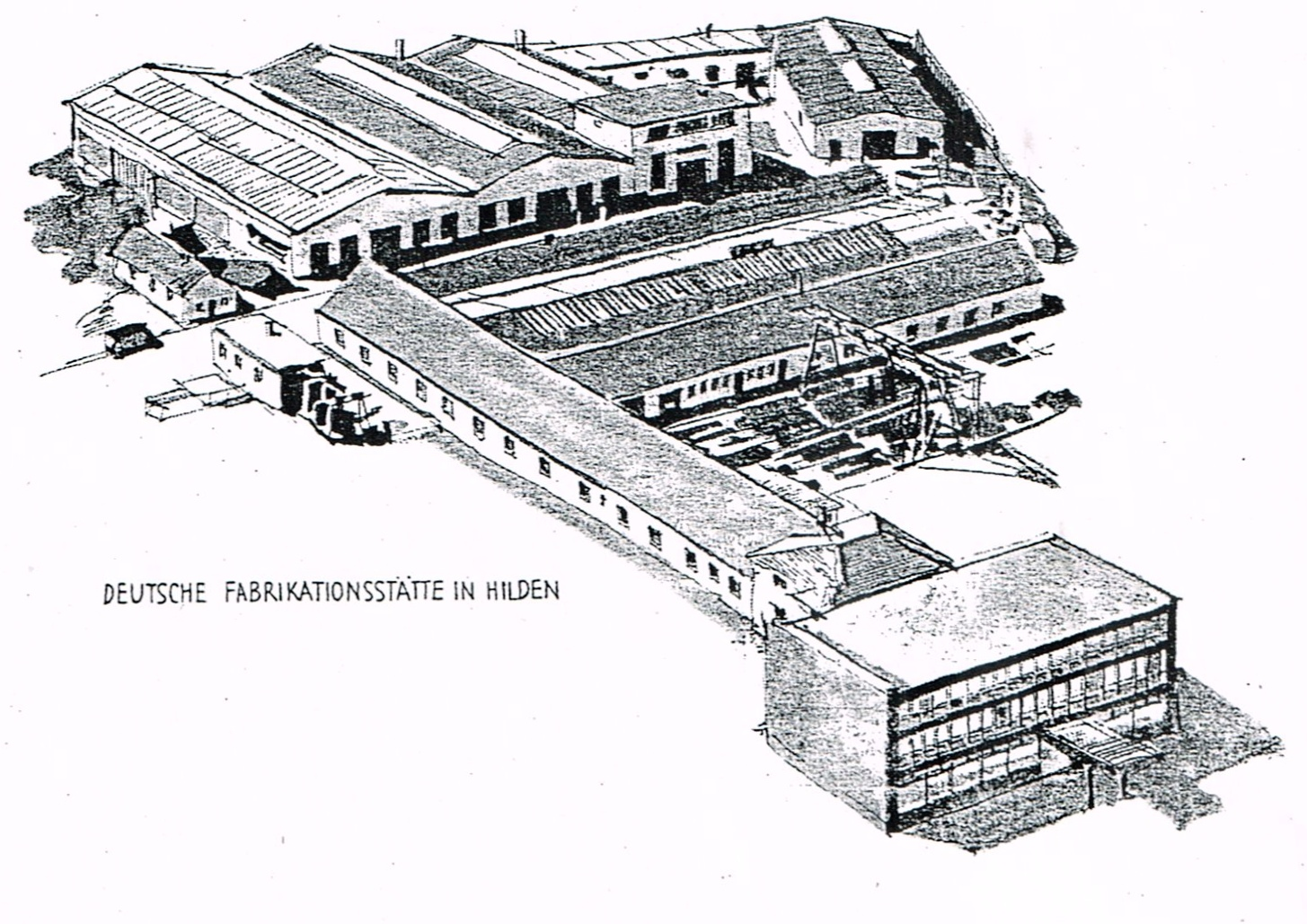
Maschinenfabrik Hilden, ABEX GmbH, Denison

Maschinenfabrik Hilden, ABEX GmbH, Denison, Gerresheimer Str. 93, 1976.
Als Hersteller von Hydraulikkomponenten fusionierten am 30. September 1965: die Universal Hydraulics GmbH, in Hilden Gerresheimer Straße 93 mit der DENISON GmbH, aus Neuss Holzheimer Weg 44 und der Aerohydraul GmbH, in Wiesbaden zur ABEX GmbH.
Die ABEX GmbH produzierte 1966 in Hilden mit 200 Mitarbeitern Industrie-Ventile, Hochleistungsantriebe und Steuerungen in Baumaschinen und im Fahrzeugbau, in Walzwerken, Pressen und Prüfanlagen, auf Schiffen und Bohrinseln, in der Wehrtechnik, in Werkzeugmaschinen, in der Plastikverarbeitung und boten Lösung von Antriebsproblemen.
Der Geschäftsführer des Hildener Werkes war Derk Wiemer. Die alleinige Gesamtleitung der fusionierten ABEX GmbH DENISON lag in den Händen von Direktor Hans Schwelm aus Kaarst, der die DENISON GmbH ab 1959 in Neuss aufbaute und ihr seither vorstand.
Nach Zukauf weiterer Parzellen, bis zu 21.471 m² Gesamtfläche, wurde in Hilden ein neues Verwaltungsgebäude errichtet. Die Hauptverwaltung von ABEX GmbH zog von Neuss nach Hilden um.
In Hilden fertigten und verkauften 400 Mitarbeiter Pumpen, Steuergeräte und komplette hydraulische Anlagen. Bis 1976 stieg die Mitarbeiterzahl auf 450 an. Die Hildener Produktionsstätte war die fünfte europäische Produktionsstätte für die DENISON Hydraulik Bauteile. Weitere Fertigungsstätten waren in Belgien, England, Frankreich sowie in zwanzig europäischen Niederlassungen. Büros und Services gab es in elf europäischen Staaten und zwölf außereuropäischen Staaten. Das Hildener Unternehmen hatte innerhalb der europäischen Firmen die Spitzenposition erobert.
Die ABEX GmbH hatte sich mit dem Erwerb von 300.000 DM Anteilen an der Hildener Aktienbaugesellschaft Wohnungen für ihre Mitarbeiter gesichert. Das besondere Bestreben des Unternehmens galt, den bodenständigen Mitarbeiterstamm auszubauen und die Ausbildung von Fachkräften zu forcieren. Um Mitarbeiter zu gewinnen, warben sie mit einer Betriebskantine und einem Fahrtkostenzuschuss.
Der American Brake Shoe Konzern mit dem neuen Namen ABEX Corporation entstand 1902 und beschäftigte 15.000 Mitarbeiter im Jahr 1965. Die Produktgruppen waren: Hydraulikgeräte und Hydraulikanlagen; Brems- und Kupplungsbeläge; Eisenbahn- und Gleismaterial sowie Guss- und Schmiedeerzeugnisse. Der Konzern besaß Werke und Niederlassungen in 51 Industrieländern.
Die Hildener Firma war im Grundbuch Langenfeld Blatt 8940 Abteilung III Nr. 2 eingetragen.
Ab Dezember 1986 war beabsichtigt, das gesamte Hildener Werk und deren Gesamtfläche an die Hägglunds Denison GmbH, Trinkausstraße 7 in Düsseldorf, zu veräußern.

## Hägglunds Denison GmbH
Nach Verkauf und Umschreibung begann am 13. Dezember 1986 die Tätigkeit der Hägglunds Denison GmbH. Ihre Tätigkeitsfelder waren die Entwicklung, Konstruktion, Herstellung und der
Vertrieb von hydraulischen Produkten. Der Geschäftsführer war Wolfgang J. Rösler. Es waren noch 280 Mitarbeiter beschäftigt. Die Firma hatte eine Zweigniederlassung in Geroldswil in der Schweiz.
Weiterhin war bis Oktober 1989 die ABEX GmbH am Standort Gerresheimer Str. 93 angemeldet.
Die Denison Hydraulik GmbH in Hilden wurde am 28. Januar 1991 gegründet. Die Hägglunds Denison GmbH zog sich 1995 von der Denison Hydraulik GmbH zurück.
Das Gelände wurde geteilt und von der Straße „Am Sand“ eine Stichstraße zum ehemaligen ABEX Verwaltungsgebäude geführt. Auf dem westlichen Grundstück wurden unter der neuen Adresse „Auf dem Sand 14“  weiterhin Hydraulik-Komponenten, Hydrostatische und hydrodynamische Getriebe und Antriebe von der Firma Denison Hydraulik GmbH gefertigt.

## Parker Hannifin, Denison Hydraulik GmbH
Der US-Konzern Parker Hannifin kaufte 2004 die Denison Hydraulik GmbH in Hilden auf. Nach Bau eines Verwaltungsgebäudes in Kaarst konzentrierte das Unternehmen in Kaarst die Verwaltung. Das Hildener Werk wurde zugunsten des Werks in Oberndorf-Hochmössingen am Neckar im Landkreis Rottweil, trotz heftiger Proteste, am 30. Juni 2006 geschlossen. 183 Mitarbeiter verloren ihre Arbeitsstelle.

## Hildener Komponenten
Im Zuge der Schließung der Denison Hydraulik GmbH am 23. Februar 2006 wurde am 1. Januar 2006 die Firma Hilden Komponenten gegründet. 25 ehemalige Denison Mitarbeiter mit langjähriger Berufserfahrung sind seit dem Start dabei. Innerhalb eines halben Jahres wurde eine komplett neue Firma an der Siemensstraße 9a aufgebaut, die seit dem 1. Juli 2006 mit Herrn Rolf Krebs- ehemaliger Fertigungsleiter Denison Hydraulik- als Geschäftsführer, unter dem Namen Hilden Komponenten eigenständig arbeitete.

## Nachindustrielle Zeit, Aldi-Ei, Aldi-Süd, Autoprofi Ertner

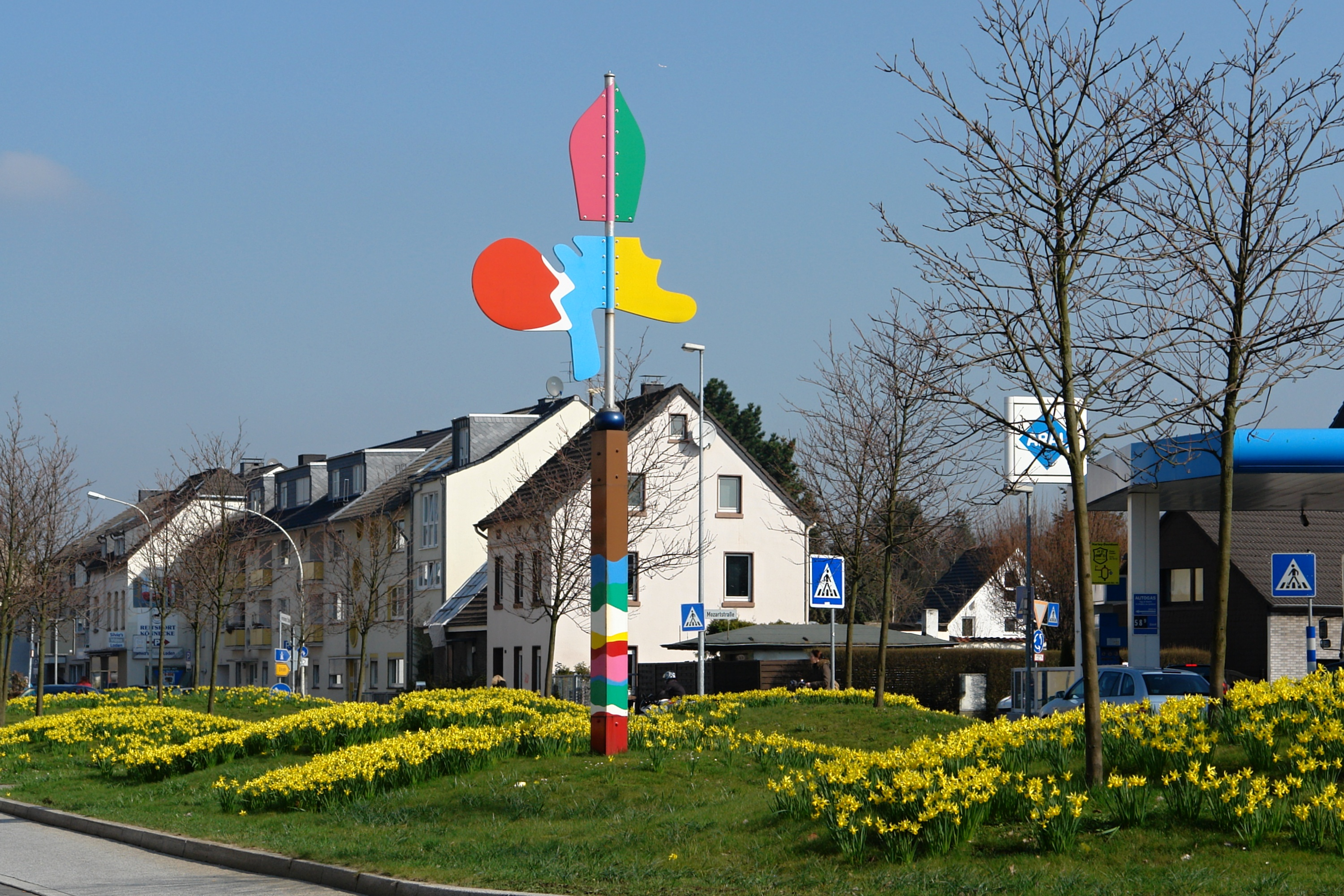
Aldi-Ei

Das östliche Gelände, angrenzend an der Gerresheimer Straße, wurde an den Discounter Aldi-Süd verkauft.
Im März 1999 wurden die alten Gebäude der Maschinenfabrik abgerissen und das Grundwasser analysiert. Das Grundwasser war mit leichtflüchtigen, chlorierten Kohlenwasserstoffen (LCKW) mit Werten bis 145 Mikrogramm pro Liter Wasser belastet. Das lag weit höher als der damalige Grenzwert von 25 Mikrogramm LCKW pro Liter Wasser.
Nachdem das Erdreich ausgehoben und das Gelände saniert wurde, wurde in der Gerresheimer Straße bis März 2000 ein ovaler Kreisverkehr errichtet. Weil er sich direkt neben dem Discounter Aldi-Süd befindet, heißt er im Volksmund das „Aldi-Ei“.
Neben dem Kreisverkehr hat die Evangelische Stiftung Hephata Wohnheime für geistig Behinderte erstellt.
Der westliche Teil (ehemals Denison Hydraulik GmbH „Auf dem Sand 14“) kaufte die EL Immobilien GmbH, Auf dem Sand 6 (Ertner/Lindner). Heute bietet dort seit 2008 Autoprofi Ertner (Stockhausstr. 1–3) Auto Service an.